# Pete Nater
Peter Anthony „Pete“ Nater Ortiz (* 11. November 1958 in New York City) ist ein amerikanischer Jazz- und Salsamusiker (Trompete).

## Leben und Wirken
Nater wuchs in einer Musikerfamilie auf; sein puerto-ricanischer Vater leitete das Orquesta Nater, das zu Beginn der 1970er Jahre drei Alben veröffentlichte. Johnny Pacheco war sein Patenonkel. Im Alter von elf Jahren begann er Trompete zu spielen, nachdem er erlebt hatte, wie einem Freund  Unterricht erteilt wurde. Später hatte er auch Unterricht auf Flöte und Maracas. In der High School lernte er in der Schulband die verschiedenen Musik-Genres kennen. Sein Bruder, der Latin-Klavier spielte, beeinflusste ihn; durch ihn kam er in das Orchester Seguida, mit dem er bereits mit 16 Jahren im Aufnahmestudio war, wo Produzent Larry Harlow auf ihn aufmerksam wurde.
Seit 1974 war Nater regelmäßig an Aufnahmen für Fania Records mit Seguida und im Bereich der Salsa mit dem Orchestra Harlow beteiligt. In den frühen 1980er Jahren war er Gründungsmitglied der Grupo Fascinación und wirkte an den drei Alben mit, die 1983, 1985 und 1986 mit dieser Formation entstanden. Daneben war er mit Aufnahmen von Casanova y Montuno, Orquesta Guayacán, Típica '88 und Néstor Sánchez beschäftigt.
Zusätzlich studierte Nater an der Northeastern University Rechtswissenschaft, um dann in verschiedenen juristischen Bereichen als Anwaltsgehilfe tätig zu sein, zunächst in privaten Anwaltskanzleien und Rechtsabteilungen von Unternehmen. Zwischen 1990 und 2016 arbeitete Nater als Anwaltsgehilfe in einer Spezialeinheit für Rechtsstreitigkeiten der Regierung in New York und veröffentlichte juristische Artikel in Fachzeitschriften. Daneben gehörte er dem Spanish Harlem Orchestra an, mit dem er weltweit Konzerte spielte und einen Grammy für das Album Across 110th Street erhielt. Auch war er Mitglied bei den Giants of Latin Jazz, einer Mambo-Gruppe. Weiterhin war er an Aufnahmen mit Chino Núñez, Conjunto Clásico, Frankie Negrón, George Delgado, Jimmy Bosch, Los Soneros del Barrio, Pequeño Johnny, Ray Martínez, Ricky González, The Latin Legends, Willy’s NYC Salsa Project, Yolanda Duke und Cyndi Lauper beteiligt. Ein Konzert in Dallas 2007 der Blue Man Group with Latin Trumpets wurde im Videoformat veröffentlicht. Später entstanden noch Aufnahmen mit Arturo O’Farrill und dem Chico O’Farrill Afro Cuban Jazz Orchestra, die 2013 ebenfalls einen Grammy erhielten, sowie mit Eddie Palmieri.